# Staševica
Staševica is een plaats in de gemeente Ploče in de Kroatische provincie Dubrovnik-Neretva. De plaats telt 918 inwoners (2001).